# 宝华乡 (安岳县)
宝华乡，是中华人民共和国四川省资阳市安岳县曾经下辖的一个乡。2019年12月，撤销宝华乡，将其所属行政区域划归周礼镇管辖。
宝华乡为地名，隶属四川省资阳市安岳县，安岳县下辖乡。位于安岳县西南部，距安岳县城区50公里。幅员面积23.14平方千米，辖10个行政村，98个村民小组，1个独立居民小组。全乡总人口7168人（2017）。乡人民政府驻禹皇街。全乡现有耕地面积604.1公顷，其中水田375公顷。全乡以农业生产为主，主要农作物有小麦、玉米、水稻、红苕、大豆 [1]  ，兼产油菜籽。盛产亚热带各种蔬菜、水果。养殖生猪、小家禽。
2019年12月，四川省人民政府同意撤销宝华乡，将其所属行政区域划归周礼镇管辖，周礼镇人民政府驻桥头北巷3号

与镇子镇、九龙乡为界。幅员面积23.14平方千米。境内地势属丘陵地貌，地势较高，高点海拔520米。全境属亚热带湿润性季风气候，气候温和、四季分明、冬春少雨。全年无霜期300天，年平均气温21℃，年总降雨量1160毫米，夏季雨热同期。森林覆盖率36.6%，植被资源丰富。境内少河流，水资源缺乏，发现有铜   。
宝华乡交通较为便利，S11内遂高速公路北南穿乡而过，县道X311线宝大公路（宝华乡-大平乡）、宝周公路（宝华乡-周礼镇）与省道206线内江至安岳周礼段相接。交通通讯同步发展，全乡基本实现村村通公路，总里程58公里，宝华至周礼全程建成水泥路。有6个村在建水泥路，水泥路面总里程14.3公里，城镇街道水泥化。

## 行政区划
宝华乡撤销前下辖以下地区：
高寺村、安乐村、三兴村、双沟村、南岳村、岳湾村、玉皇村、凤狮村、桥龙村和石龙村。